# Nukwase Ndwandwe
Nukwase Ndwandwe (vers 1890 - 15 septembre 1957) était la reine mère du Swaziland, la tante de Sobhuza II et la sœur de Lomawa Ndwandwe.

## Début de la vie
Le roi Ngwane V est mort en 1899, pendant l'enfance de Ndwandwe. En raison de considérations héréditaires, la famille royale a par conséquent amené Ndwandwe dans le harem de feu Ngwane V,.
Par la suite, Ndwandwe enfanta deux fils et deux filles à Malunge, le frère cadet de Ngwane V, au nom de Ngwane V.